# Họ Liên hương
Cercidiphyllum là chi chứa 2 loài thực vật thân gỗ, cả hai đều gọi là katsura (カツラ) trong tiếng Nhật hay liên hương thụ (连香树) trong tiếng Trung. Chúng là các thành viên duy nhất của họ đơn chi có danh pháp Cercidiphyllaceae. Chi này là bản địa của Nhật Bản và Trung Quốc.
Loài điển hình, Cercidiphyllum japonicum, có thể cao tới 45 m, và là một trong những loài cây có gỗ cứng cao nhất tại châu Á. Loài kia, Cercidiphyllum magnificum, nhỏ hơn nhiều, hiếm khi cao quá 10 m. Cercidiphyllumsinh ra các cựa dọc theo các cành nhỏ của chúng. Đó là các thân cây ngắn với các lá xếp gần nhau. Tán lá lưỡng hình. Theo miêu tả gần đây thì "các cành ngắn mang các lá rộng hình tim hay hình thận, các lá có gân hình chân vịt với mép lá khía tai bèo; các cành dài mang các lá hình elíp tới hình trứng rộng bản với mép lá nguyên hay khía răng cưa". Kích thước lá dài 3–8 cm và rộng 3-5,5 cm. Chi này là đơn tính khác gốc, với các cây đực và cây cái riêng biệt. Các hoa nhỏ, khó thấy mọc đầu mùa xuân và thụ phấn nhờ gió. Quả là cụm gồm 2-4 quả đậu nhỏ, mỗi quả đậu dài 1–2 cm và chứa nhiều hạt nhỏ, dẹp và có cánh. Quả chín trong mùa thu và giải phóng hạt từ mùa thu tới mùa đông.
Katsura là tên gọi trong tiếng Nhật để chỉ cả hai loài cây gỗ này. Tên gọi khoa học Cercidiphyllum là chỉ tới sự tương tự như lá của các loài tử kinh Cercis; nhưng trên thực tế chúng không có quan hệ họ hàng, và có thể dễ dàng phân biệt do các lá tử kinh mọc so le, trong khi lá của katsura mọc đối.

## Các loài
- Cercidiphyllum japonicum (カツラ, katsura, 连香树, liên hương thụ). Sinh sống trong khắp khu vực phân bố của chi. Trong thiên nhiên hoang dã nó là cây gỗ nhiều thân cao tới 40–45 m, mặc dù các loại cây trồng thường nhỏ hơn. Vỏ cây thô ráp, nhăn nheo. Lá nhỏ hơn, dài không quá 4,5 cm và rộng không quá 3,2 cm; các lá kèm sớm rụng sau khi ra lá vào đầu mùa xuân. Hạt có cánh chỉ ở đầu dưới. Các loại cây mọc tại Trung Quốc có thời được coi là một thứ (C. japonicum var. sinense), nhưng người ta không phát hiện được điều gì khác biệt lớn giữa các loại cây nguồn gốc Trung Quốc và Nhật Bản.
- Cercidiphyllum magnificum (ヒロハカツラ, Hirohakatsura). Loài đặc hữu ở miền trung Honshū, nơi nó mọc ở các cao độ lớn hơn so với C. japonicum. Là cây gỗ nhỏ, cao không quá 10 m. Vỏ nhẵn. Lá lớn hơn, dài tới 8 cm và rộng tới 5,5 cm; các lá kèm không rụng. Hạt có cánh ở cả hai đầu.

## Thư viện ảnh

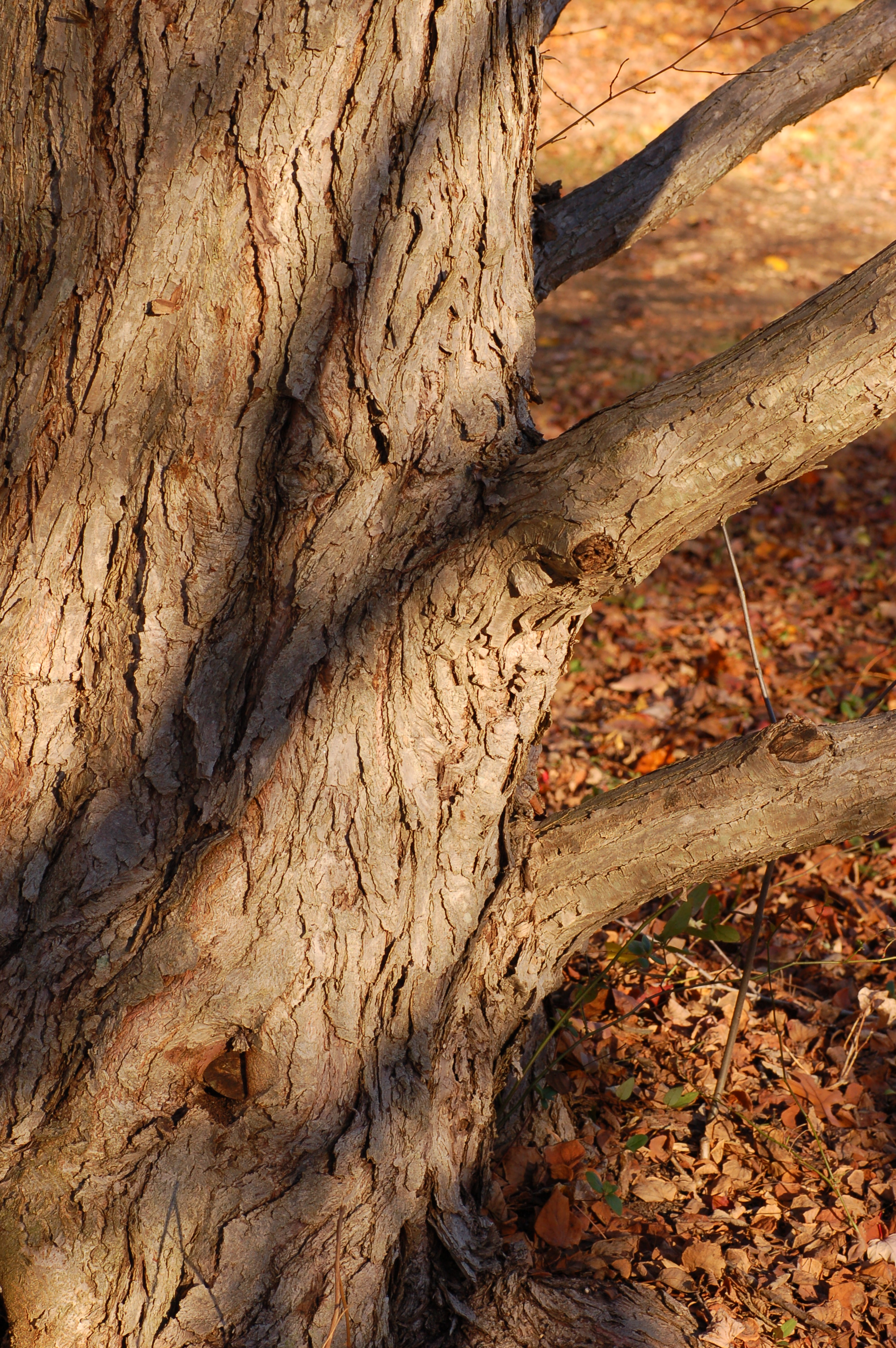
Vỏ thân cây Cercidiphyllum japonicum.
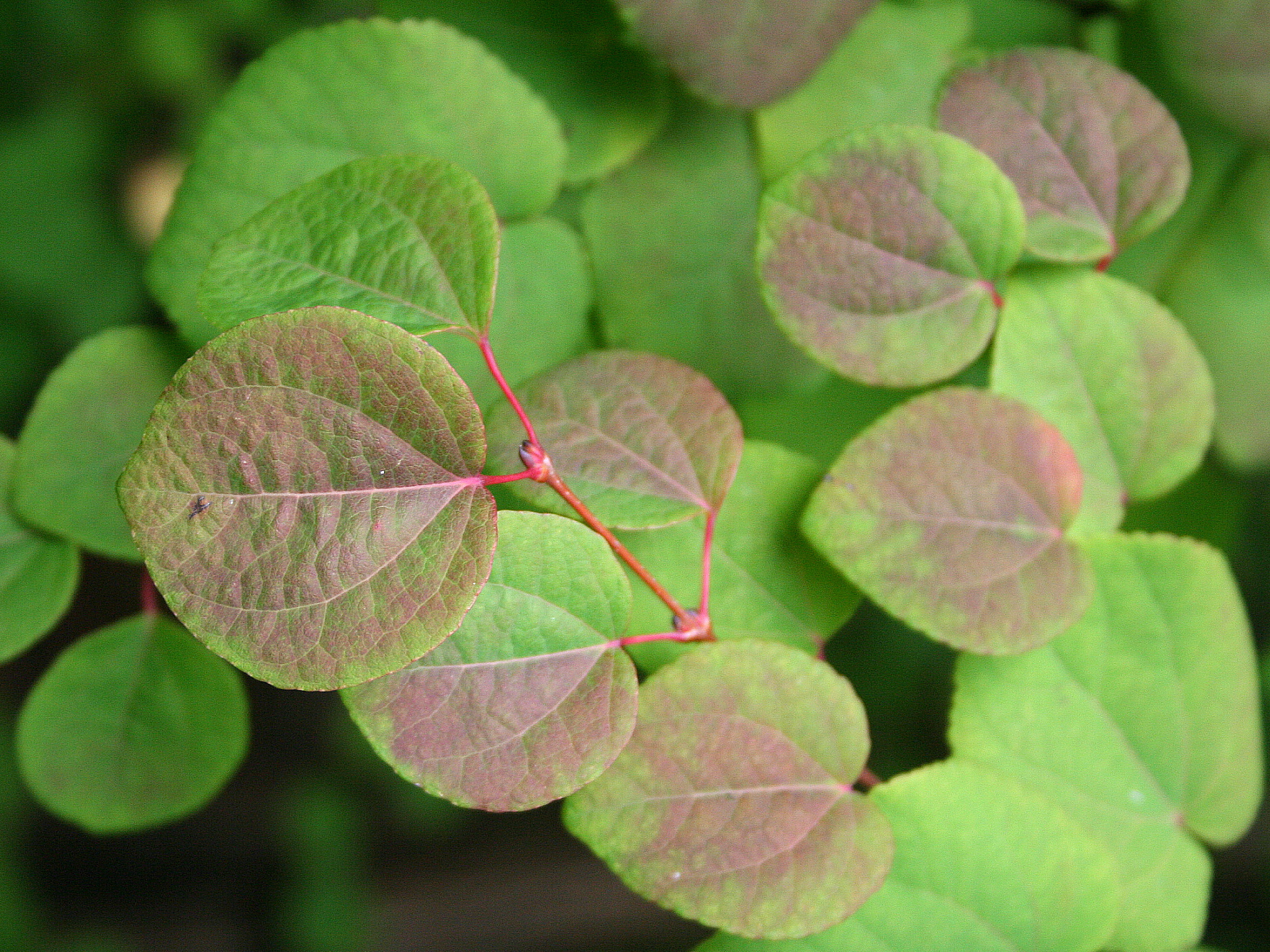
Lá của Cercidiphyllum japonicum.
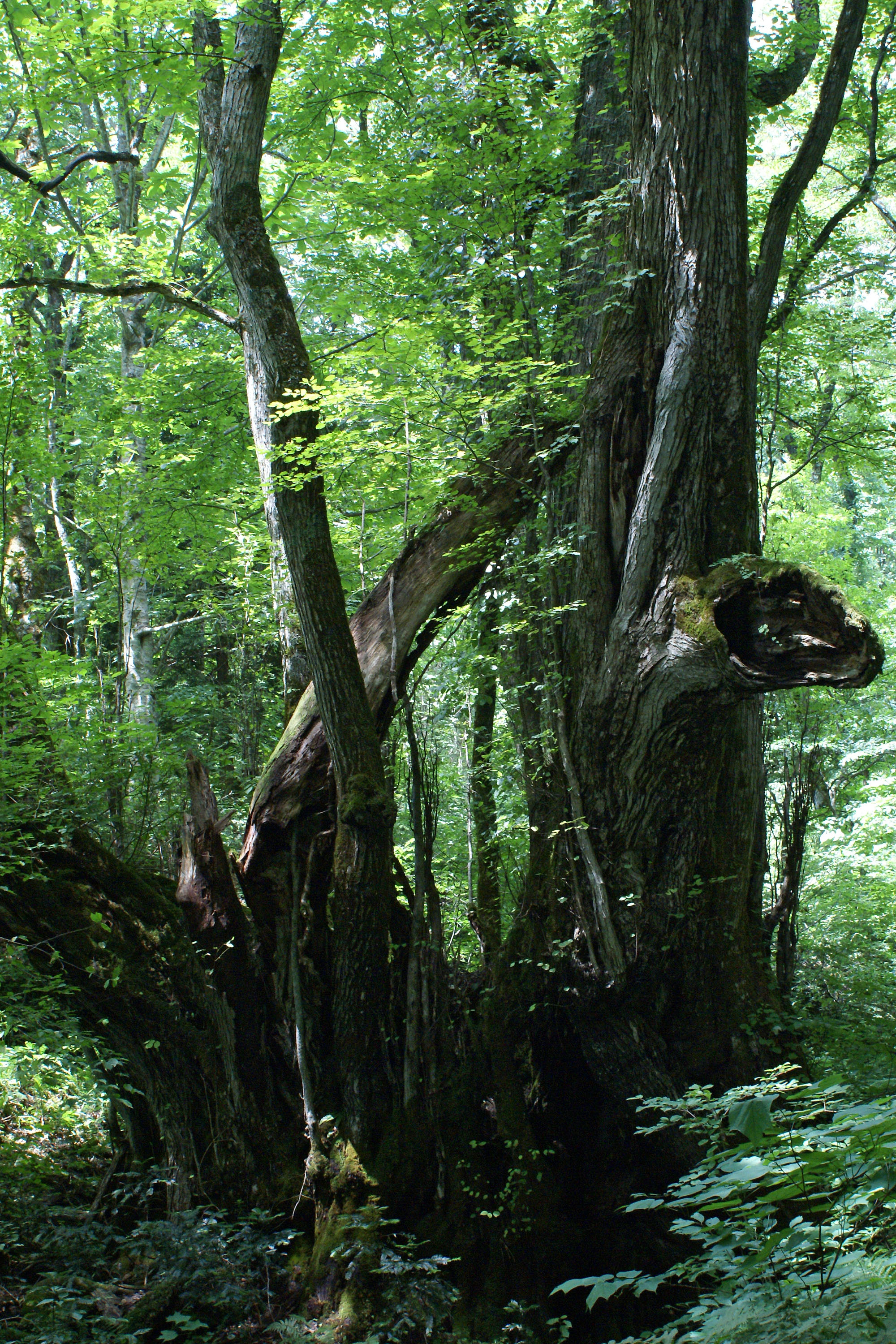
"Katsura lớn của Wachi"
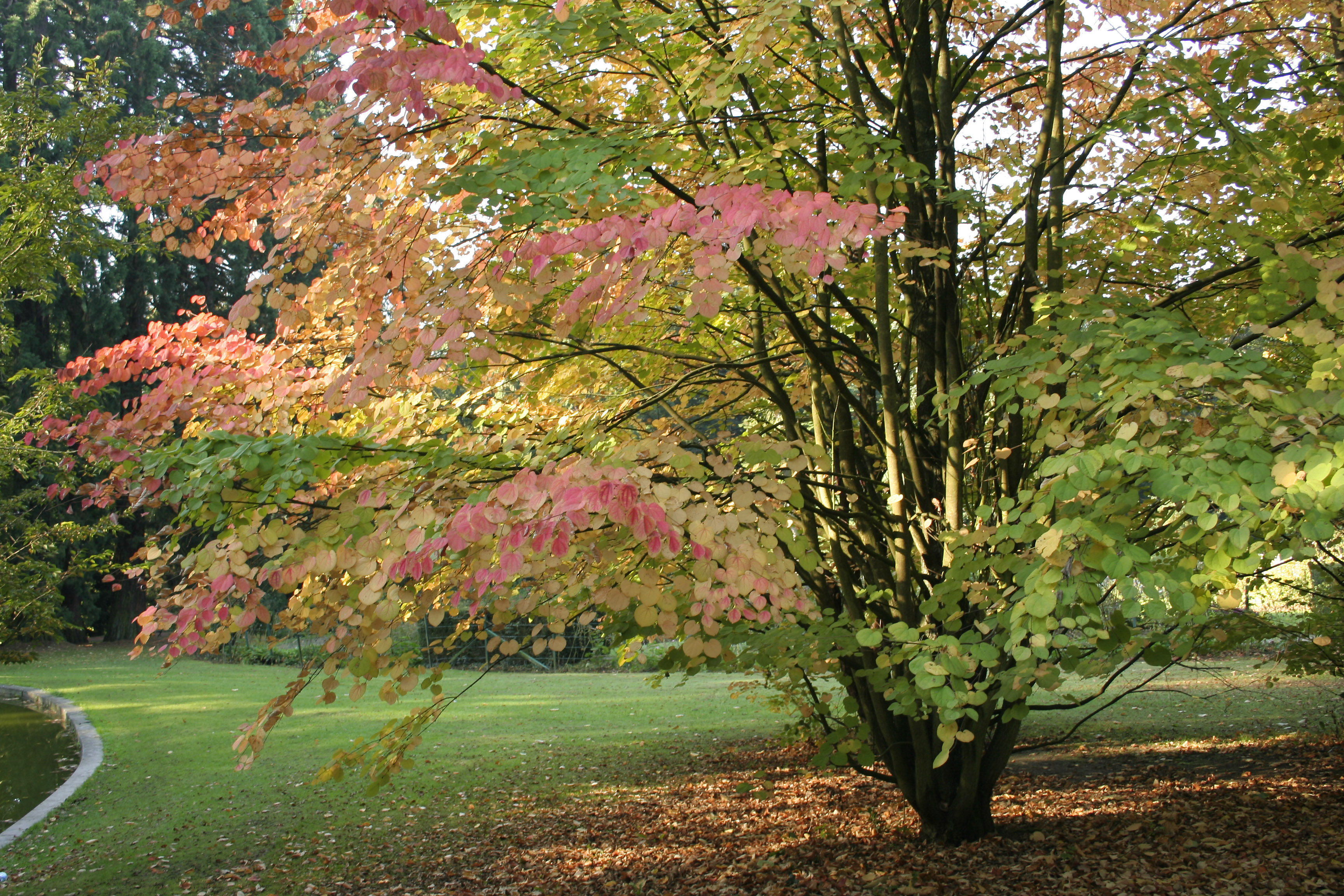
Cercidiphyllum japonicum trong mùa thu.

## Gieo trồng
Katsura được trồng làm cây cảnh vì các lá hình tim và màu sắc đẹp trong mùa thu, một sự pha trộn giữa màu vàng tươi, hồng và đỏ cam. Khi các điều kiện thích hợp, nó có thể phát triển rất nhanh, nhưng lại rất nhạy cảm với khô hạn và cần đất đủ ẩm thường xuyên và sâu. Trong điều kiện khô hạn, các loài cây này sẽ rụng bớt lá của chúng; tuy nhiên, khi lượng nước cần thiết có đủ thì việc ra lá trở lại có thể diễn ra ngay. Có sự quan tâm đặc biệt là mùi hương do lá sinh ra trong mùa thu, tương tự như mùi đường hay mùi kẹo bông cháy. Các loại cây trồng, giống như các loại cây trong hoang dã, có xu hướng nảy chồi bên sát gốc từ khi còn non và khi lớn lên trở thành cây nhiều thân; việc xén tỉa bớt để duy trì cây một thân không được khuyến cáo.
Đối với loài Cercidiphyllum japonicum, người ta đã gây được một vài giống cây trồng có cành rủ xuống, được trồng vì kiểu phát triển rủ xuống độc đáo của chúng. Có 2 kiểu chung. Các cây với một mầm chính ở trung tâm to khỏe, hay kiểu phát triển kéo dài thẳng ra, tất cả đều là một dòng vô tính có nguồn gốc ở thành phố Morioka, Nhật Bản. Giống cây trồng này được gọi là 'Morioka Weeping' và có thể cao trên 25 m. Kiểu kia không tạo thành một mầm chính ở trung tâm và là tròn theo kiểu phát triển. Có vài dòng vô tính của nó, bao gồm 'Amazing Grace' và 'Tidal Wave'.